# Ernest Gagnon
Frédéric Ernest Amédée Gagnon (* 7. November 1834 in Rivière du Loup/Québec; † 15. September 1915 in Québec) war ein kanadischer Folklorist, Musikpädagoge, Organist, Komponist und Autor.

## Leben
Gagnon hatte in seiner Kindheit Klavierunterricht und besuchte von 1846 bis 1850 das Joliette College. 1850 kam er nach Montreal, wo er Musik bei John Seebold studierte und u. a. den Pianisten und Komponisten Charles Wugk Sabatier kennenlernte. 1853 wurde er neunzehnjährig Organist der Kirche Saint-Jean-Baptiste. 1857–58 unternahm er eine Europareise und studierte am Pariser Konservatorium Klavier bei Alexandre-Édouard Goria und Henri Herz und Harmonielehre und Kontrapunkt bei Auguste Durand.
Nach seiner Rückkehr nach Kanada nahm er seine Organistentätigkeit wieder auf und widmete sich der Lehrtätigkeit. In der Zeit bis 1877 unterrichtete er u. a. an der École normale Laval, am Séminaire de Québec und am Ursulinenkonvent von Québec. Daneben verfasste er Artikel über historische Themen vorrangig für den Courrier du Canada. Von 1864 bis 1876 war er als Nachfolger von Antoine Dessane Organist der Kathedrale Notre-Dame de Québec. Ihm folgte hier sein Bruder Gustave Gagnon nach. 1868 war er unter den Gründern der Académie de musique du Québec, deren Präsident er viermal war.
Als Korrespondent des Le Courrier du Canada unternahm Gagnon mit Pierre-Minier Lagacé 1873 eine zweite Europareise, die ihn nach England, Frankreich, Italien, Österreich, Bayern, Luxemburg und Belgien führte. Seine in Briefform verfassten Berichte erschienen 1876 auch als Buch mit dem Titel  Lettres de voyage.... 1875 wurde er Sekretär des Premierministers der Provinz Québec Charles-Eugène Boucher de Boucherville und arbeitete danach in gleicher Funktion bis 1905 für weitere Minister.
Als Hauptwerk Gagnons gilt seine Sammlung von Volksliedern Chansons populaires du Canada, die zwischen 1865 und 1867 in sechs Ausgaben des Le Foyer canadien erschien. Eine revidierte Fassung wurde 1880 veröffentlicht und erlebte bis in die 1950er Jahre dreizehn Nachauflagen. In ihrem historischen Kontext ist die Sammlung insofern außergewöhnlich, als sie vollständige Text- und Musikwiedergaben mit ausgewählten Varianten für über 100 Lieder enthält. Die einzelnen Liedanmerkungen und einleitenden und abschließenden Essays offenbaren Gagnons gründliche Kenntnisse des traditionellen Liedes, die er durch sorgfältiges Studium zeitgenössischer französischer Quellen erworben hatte.
Seit den 1850er Jahren war Gagnon auch als Komponist aktiv. Zu seinen ersten Werken zählten Stadaconé und Souvenir de Venise: grand nocturne pour piano für Klavier solo und L’incantation de la jongleuse für Violine und Klavier. Seinem Interesse für die kanadische Volksmusik entsprangen Arrangements von Un soir à bord (1859) und Le carnaval de Québec (1862) für Klavier und Les soirées de Québec (1887) und Chants canadiens (1882) für Chor. Beliebt geblieben sind seine Cantiques populaires pour la fête de Noël. Mit Accompagnement d’orgue des chants liturgiques verfasste Gagnon 1903 ein umfassendes Kompendium von Choralharmonisierungen.
1902 wurde Gagnon Mitglied der Royal Society of Canada. Er war außerdem seit 1868 korrespondierendes Mitglied der Société des compositeurs de musique de Paris und officier de l’Instruction publique Frankreichs. Er korrespondierte mit den französischen Folkloristen Jean-Baptiste Weckerlin und Julien Tiersot und umgab sich in seinem Ruhestand ab 1905 mit einem Freundeskreis, zu dem der Bildhauer Louis-Philippe Hébert, der Maler Charles Huot, der Schriftsteller Jules-Paul Tardivel und der Historiker Thomas Chapais gehörten. 1911 traf er den jungen Folkloristen Marius Barbeau, einen Vertreter der nächsten  Generation kanadischer Volksliedforscher. Bis in sein Todesjahr schrieb er Artikel für die Revue canadienne.